# Седефли нануле
Седефли нануле или високе нануле су врста дрвене обуће са платформом или дрвене, високе папуче, богато украшене, са две потпетице, необичног облика, можда највише налик мосту. Ова изразито оријентална врста обуће необичног изгледа и богате декорације, иако је била карактерични део обуће читавог подручје Османског царства, она се сматра и делом женског грађанског костима 19. века у срединама Балканског полуострва које су прихватиле оријентални начин живота и облаћења. Својим изгледом; висином и богатством украса одражавале су друштвени статус особе која их је носила. Сачувани примерци високих нанула нису старији од 19. века, али се по ликовним изворима употреба нанула може пратити уназад до 16. века. 

## Историја
На тлу Европе најстарија до сада позната представа нанула приказана је на слици Покрштавање Селена Виторија Карпача, насликаној у Венецији, почетком 16. века. Како је Венеција у средњем веку имала развијене трговачке везе са Отоманским царством, управо, преко овог града предмети оријенталне уметности, међу којима су биле и нануле ширили су се Европом, са блиског истока, који већина етнолога сматра прапостојбином седефли нанула.
Дрвена обућа са платформама може се видети и на неким сликама холандских сликара 16. века – Питера Артсена и Јоханеса ван Дутинхема. Употреба ове врста дрвене обуће у Холандији је нестале у 17. веку
Нануле у хамаму, могу се видети на ликовни представама тек од 18. века, када их приказује и турски уметник Хусеин Фазил бин Тахир Ендеруни. У том периоду Цариград је био престоница моде Истока, и као такав снажно утицао и на најудаљеније крајеве Отоманског царства. Под тим утицајем у 19.веку, нануле су постале саставни део обуће, грађанског женског костима, оријенталне градска култура, Балканског полуострва, Блиског исток, односоно целог Отоманског царства.

## Изглед
Свака нанула израђена је једног комада дрвета са две потпетице исте висине. Висина самих нанула
варирала је, и била је сасвим ниска или изузетно висока.. Високе потпетице су омогућавале несметано ходање по блатњавим улицама и двориштима, или расквашеним подовима хамама, а да се стопала не упрљају или наквасе.

### Потпетице
Задња „права“ потпетица — често је опонашала изглед предње потпетице или је имала облике какве и данас виђамо на женској обући. 
Предња потпетица — најчешће је трапезастог облика и постављена је попречно у равни са траком која држи ногу, а у зависности од висине, краци трапеза су равни или закривљени

### Украшавање
Нануле су најчешће биле богато украшене техникама интарзије и инкрустације, а сачувани су и
примерци у потпуности оплаћени, укључујући и кожну траку која држи стопало, сребрним лимом на коме је орнаментални украс изведен искуцавањем. А могле су имати звончиће или ткане корице сламе.

Веома ретко, нануле су украшаване и бојом, осликавањем или бојењем 3 читаве површине. Осим раскошне обраде свих видљивих дрвених површина, на нанулама су често били аплицирани и украси у виду кићанки или трепетљика, док је кожна трака која држи стопало најчешће прекривена скупоценим текстилом и богато украшена везом.
Нануле као свакодневна обућа „обичног” света, биле су необичног облика, нешто мање висине, потпуно без украса или са сасвим једноставним и скромним украсима.

## Намена
Ношење седефли нанула углавном је било везано за:
- одлазак у хамам,
- украшавање у свечаним приликама (као статусни симбол жене из високог слоја) или
- свакодневну употребу као симбол одевања сиромашних слојева.

Употреба седефли нанула се везује и за оријентални изглед насеља са стрмим, блатњавим и/или калдрмисаним улицама, низ које се често сливала вода. На основу тога може се претпотсваити да је основна намена нанула, била је да заштите стопала од влаге и различитих нечистоћа.

### Нануле за хамам
Најчешће су седефли нануле коришћене за одласке у хамам (турско купатило), где су их носили мушкарци, жене и деца. Нануле су у хамаму сви носили, а биле су различите висине и не увек подједнако украшене. Док су женске нануле биле изузетно високе и украшене, што је 19 вероватно одражавало и друштвени статус власнице, мушке су биле нешто ниже и не тако украшене нануле, познате под именом такуња (takunya).

### Нануле за свечане прилике
Овај облик обуће данас је скоро сасвим избачен из употребе, а у прошлости су их носиле богате муслиманке у свечаним приликама, као и православне жене из богатих породица које су прихватиле оријентални начин живота и облачења.

### Нануле као свакодневни костим
Свакодневног костима сиромашних слојева, често су биле нанулекоје су ношене у кући и око ње, у дворишту као и на улици. Били су то једноставнији примерци високих нанула, знатно нижих и често без или са скромним украсом. Ношења нанула као и многе турске обичаје у градским срединама прихватило је немуслиманског становништво које је живело оријенталним начином живота (костим, култура становања).

## Израда нанула
Иако се о првим почецима израде нанула не зна много, овим послом бавиле су се занатлије, налунџије. Ове занатлије су припадали еснафу сарача, чија је главна делатност била производња коњске опреме, о чему се у литератури може наћи и податак да су се бавили израдом различитих производа од коже... и да су..сарачлије правиле покривала за нануле, односно кожне траке. 56 На то указује сарачка радња на сарајевској Башчаршији, која се и данс рекламира да припада еснафу од 1822. године, који се бави израдом папуча, али у својој 57 понуди има и нануле.
Иако је сарачки занат био јако распрострањен током 19. века у Србији, нема података да су се српски сарачи бавили израдом нанула. Броја занатлија и занатских помоћника по пописима за године: 1866, 1890, 1900. годину, само у табели за 1900. годину, наводи се нанулџијски занат, и у 58 оквиру три мајстора и један помоћника.

## Географска распрострањеност
Већина етнолога нануле везује првенствено за Турску, јер су првобитно биле део костима као и опреме за хамам у скоро свим областима које је обухватало Отоманско царство.
Географска распрострањеност нанула, на основу сачуваних примерака по музејским колекцијама широм света, као земље порекла најчешће наводе:
- Турска,[14]
- Сирија,
- Либан,
- Палестина,
- Израел,
- Египат,
- Тунис
- Европски део некадашњег Отоманског царства — Грчка, Македонија, Србија, Босна и Херцеговина.[15]

## Производња
О зачецима  производње нанула не зна се много, изузев да су се њиховом  израдом бавиле занатлије, налунџије, који су
припадали еснафу сарача. Иако је основнa делатност сарача била производња коњске опреме, из сачуваних докумената, сазнајемо да су се сарачлије бавиле израдом различитих производа од коже. 
Појавом савремених разнобојно украшених пластичних папуча, с почетка 20. века, постепено је замирала производња и ношење седефли нануле, некада стално ношених у купатилима и ван куће.  Нешто дуже су се седефли нануле, одржале као део девојачке спреме, богато украшене коралима, седефом, сребром, комадићима стакла и везом. Њихова израда трајале је понекад и месецима, чак и до годину дана пре венчања.